# Erlöserkirche (Hannover)

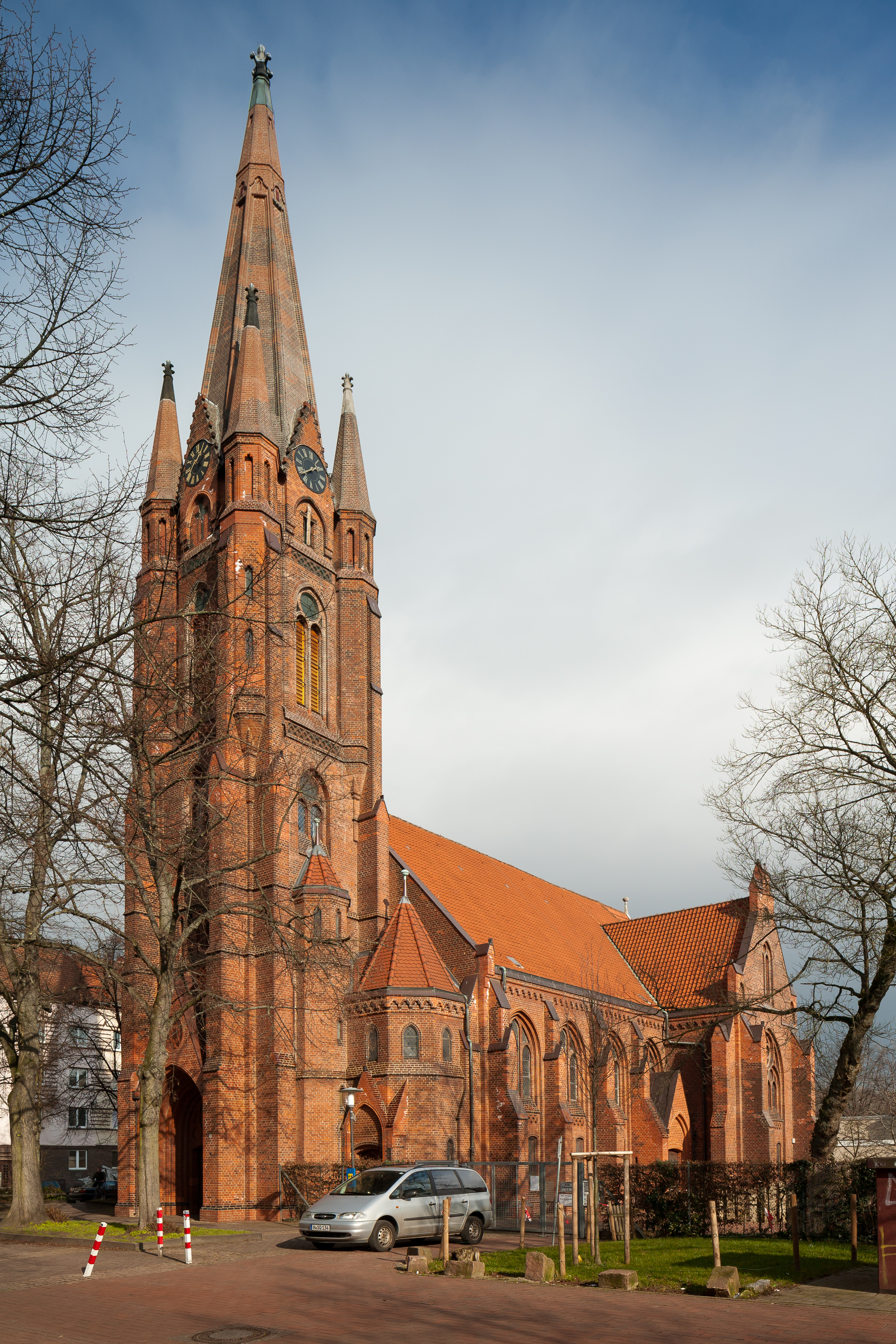
Ansicht von Südwesten

Die Erlöserkirche (ⓘ) ist eine evangelisch-lutherische Kirche in Hannover, die bis 1943 den Namen Zionskirche trug. Sie liegt im Stadtteil Linden-Süd.

## Geschichte und Beschreibung
Die Gemeinde wurde als Tochtergemeinde von St. Martin für Linden-Süd gegründet. 1878 begann der Bau der dreischiffigen neugotischen Hallenkirche nach Plänen von Conrad Wilhelm Hase. Unter der Bezeichnung Zionskirche wurde sie 1880 eingeweiht. 1882 wurde der Kirchturm vollendet. Das Pfarrhaus wurde 1893 ergänzt und ist 1980 abgetragen worden.
Einer der ersten Geistlichen an der Zionskirche war der Pastor Gustav Heinrich Karl Tovote, der es jedoch nur rund drei Jahre in Linden aushielt. Ab 1883 und bis zu seinem Tode im Jahr 1908 arbeitete der „Armenpastor“ Otto Armknecht rund um die Gemeinde der Zionskirche. Ihm gab die Stadt Hannover ein Ehrengrab auf dem Stadtfriedhof Ricklingen. 1909 wurde Otto Oehlkers sein Nachfolger.
1943 erfolgte aus politischen Gründen die Umbenennung in Erlöserkirche. Einem Antrag des Kirchenvorstandes beim Landeskirchenamt vom 31. Januar 1950 auf Rückbenennung in Zionskirche wurde nicht entsprochen. So ist der Name Erlöserkirche geblieben. Sie gehört heute zu den am besten erhaltenen Kirchenbauten Hannovers. Insbesondere ist die originale Ausstattung Hases (Kanzel aus Eichenholz mit Evangelistenbildern von  Hermann Schaper, neugotischer Altar aus Sollinger Sandstein) weitgehend erhalten. So wurde, im Gegensatz zu anderen zeitgenössischen Kirchenbauten Hannovers (Lutherkirche, Christuskirche), der ursprüngliche historische Raumeindruck nicht durch moderne Einbauten zerstört. Bei einer Renovierung des Chorraumes wurden 1990 im Gewölbe Rankenornamente von 1881 und Malereien aus dem Jahr 1901 freigelegt und restauriert. Seit 2002 trägt die Erlöserkirche den Titel Gospelkirche. Die Gemeinde pflegt ein kirchenmusikalisches Schwerpunktprogramm mit regelmäßigen Gospel-Gottesdiensten, -konzerten und workshops.

## Orgel

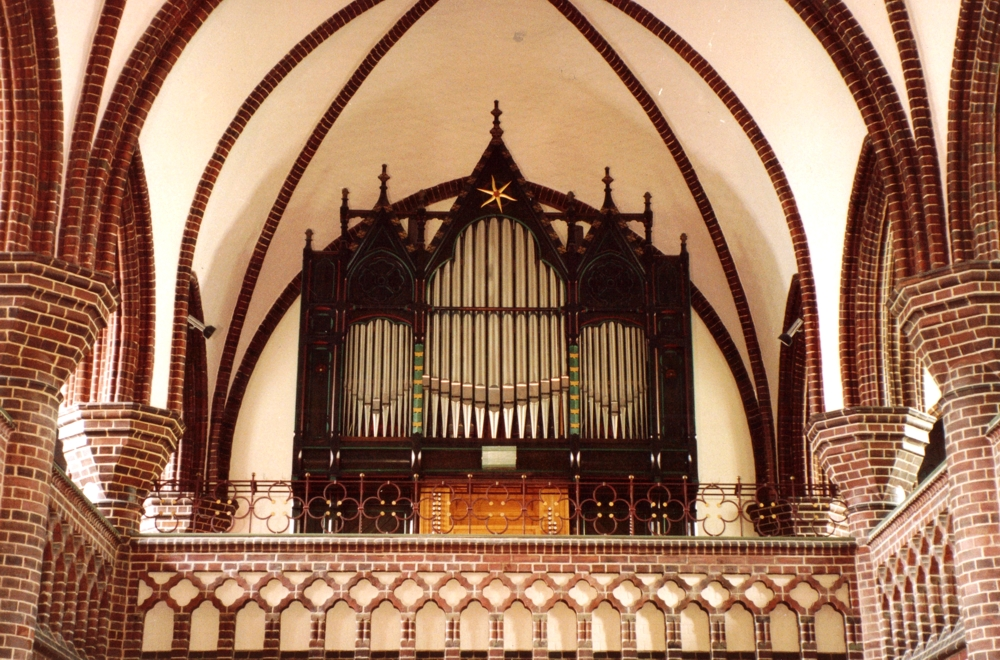
Orgel

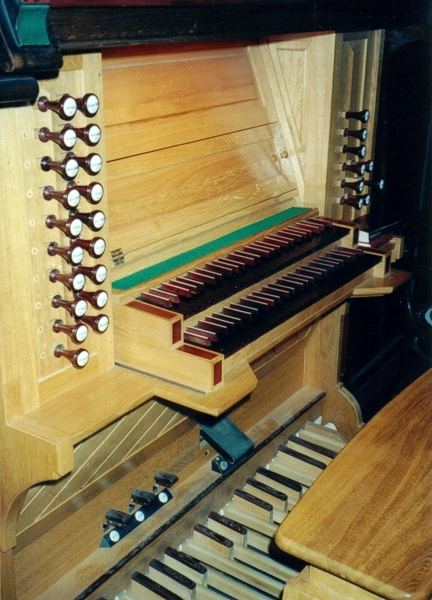
Orgel-Spielschrank

Die Orgel wurde 1881 von der Orgelbaufirma Philipp Furtwängler & Söhne erbaut, 1927 grundlegend umgebaut und 1979 von der Orgelbaufirma Emil Hammer Orgelbau (Hemmingen) neu erbaut. Das Schleifladen-Instrument hat 24 Register auf zwei Manualen und Pedal. Die Trakturen sind mechanisch.
| I Hauptwerk C–g3 |            |     |
| 1.               | Bordun     | 16′ |
| 2.               | Principal  | 8′  |
| 3.               | Gambe      | 8′  |
| 4.               | Gemshorn   | 4′  |
| 5.               | Oktave     | 4′  |
| 6.               | Hohlflöte  | 4′  |
| 7.               | Oktave     | 2′  |
| 8.               | Cornett IV |     |
| 9.               | Mixtur IV  |     |
| 10.              | Trompete   | 8′  |

| II Schwellwerk C–g3 |                  |    |
| 11.                 | Geigen-Principal | 8′ |
| 12.                 | Salizional       | 8′ |
| 13.                 | Liebl. Gedact    | 8′ |
| 14.                 | Viola            | 4′ |
| 15.                 | Ged. Flöte       | 4′ |
| 16.                 | Piccolo          | 2′ |
| 17.                 | Mixtur III       |    |
| 18.                 | Oboe             | 8′ |
|                     | Tremulant        |    |

| Pedal C–g1 |            |     |
| 19.        | Subbass    | 16′ |
| 20.        | Oktavbass  | 8′  |
| 21.        | Violon     | 8′  |
| 22.        | Bordun     | 8′  |
| 23.        | Choralbass | 4′  |
| 24.        | Posaune    | 16′ |

- Koppeln: II/I, I/P, II/P

## Archivalien
Archivalien von und über die Erlöserkirche finden sich beispielsweise
- unter dem Titel Pfarrarchiv Hannover/Erlöser mit einem Findbuch für die Laufzeit von 1862 bis 2008 und einem Vorwort von Karl-Heinz Grotjahn im Landeskirchlichen Archiv Hannover, Archivsignatur LkAH H 33[5]